# ミズメイガ亜科
ミズメイガ亜科（ミズメイガあか、Acentropinae）は、鱗翅目ツトガ科（あるいはメイガ科）内のひとつの分類単位。ミズノメイガとも表記される。世界中に約700種が知られる。日本では9属32種ほどが報告されている。

## 特徴
陸上で生活する種がほとんどであるチョウ目では珍しく、ミズメイガ亜科の多くの種では、幼虫が淡水中で生活する。ミズメイガの幼虫には、他のチョウ目の幼虫では見られない気管鰓をもち、それによって水中の溶存酸素を利用して生活しているものと、そのような気管鰓をもたず、皮膚から直接酸素を取り入れ、その後は気孔から大気中の酸素を利用するものとがある。
主に水生植物の葉を餌としており、種によって食草は異なるが、スイレンやコウホネ、ハス、ガガブタ、トチカガミなどの浮葉植物や、ヒルムシロやササバモなどの沈水植物を食害する。また幼虫の巣（ミノ）は、自ら出した糸でウキクサなどの浮葉を紡いでつくる。

## 分類
かつてはメイガ上科メイガ科に属するとされたが、分類の再検討により、同じメイガ上科のツトガ科に含まれるとされた。亜科名は Nymphulinae とされていたが、これは Acentropinae のシノニムとされた。ツトガ科内では、オオメイガ亜科に近縁。

### 属
次のような属が記載されている。
- Agassiziella
- Eoophyla (Swinhoe, 1900) - ヨツクロモンミズメイガなど。
- Elophila (Hübner, 1822) - マダラミズメイガ, ヒメマダラミズメイガなど。
- Ephormotris
- Eristena (Warren, 1896) - エンスイミズメイガなど。
- Margarosticha
- Neoschoenobia (Hampson, 1900) - ミドロミズメイガなど。
- Nymphicula (Snellen, 1880) - アトモンミズメイガ, コアトモンミズメイガなど。
- Nymphula (Schrank, 1802) - ギンモンミズメイガ, ソトシロスジミズメイガなど。
- Paracataclysta (Yoshiyasu, 1983) - クロアトモンミズメイガなど。
- Paracymoriza (Warren, 1890) - カワゴケミズメイガなど。
- Parapoynx (Hübner, 1825) - イネコミズメイガ, ヒメコミズメイガなど。
- Potamomusa (Yoshiyasu, 1985) - キオビミズメイガなど。